# Липовское сельское поселение (Смоленская область)
Липовское сельское поселение — муниципальное образование в составе Рославльского района Смоленской области России.
Административный центр — деревня Липовка.
Главой поселения и Главой администрации является Курденкова Галина Александровна.

## Географические данные
- Расположение: южная часть Рославльского района
- Граничит:
  - на севере — с  Перенским сельским поселением
  - на востоке — с  Волковичским сельским поселением
  - на юге — с  Жарынским сельским поселением
  - на западе — с  Грязенятским сельским поселением
- Крупные реки: Вороница.
- По территории поселения проходит автомобильная дорога А141 Орёл — Витебск.

## История
Образовано Законом Смоленской области от 28 декабря 2004 года. Законом Смоленской области от 20 декабря 2018 года в Липовское сельское поселение к 1 января 2019 года были включены все населённые пункты упразднённого Грязенятского сельского поселения.

## Население
| 2011 | 2012 | 2013  | 2014  | 2015 | 2016 | 2017 |
| ---- | ---- | ----- | ----- | ---- | ---- | ---- |
| 956  | ↘939 | ↘937  | ↗943  | ↘933 | ↘914 | ↘902 |
| 2018 | 2019 | 2020  | 2021  |      |      |      |
| ↘900 | ↘857 | ↗1231 | ↘1134 |      |      |      |

## Населённые пункты
На территории поселения находятся 28 населённых пунктов:
| №  | Населённый пункт  | Тип     | Население |
| -- | ----------------- | ------- | --------- |
| 1  | Бараново          | деревня | 2         |
| 2  | Большое Кошкино   | деревня | 17        |
| 3  | Бояркино          | деревня | 24        |
| 4  | Будище            | деревня | 21        |
| 5  | Высоково          | деревня | 4         |
| 6  | Вязовка           | деревня | 18        |
| 7  | Вяхори            | деревня | 54        |
| 8  | Галеевка-1        | деревня | 226       |
| 9  | Галеевка-2        | деревня | 0         |
| 10 | Гореново          | деревня | 74        |
| 11 | Горлово           | деревня | 226       |
| 12 | Горохово          | деревня | 4         |
| 13 | Грязенять         | деревня | 114       |
| 14 | Дебря             | деревня | 16        |
| 15 | Красная Звезда    | деревня | 7         |
| 16 | Липовка           | деревня | 633       |
| 17 | Лозки             | деревня | 0         |
| 18 | Малое Кошкино     | деревня | 1         |
| 19 | Мозалево          | деревня | 115       |
| 20 | Новое Максимково  | деревня | 19        |
| 21 | Новоселки         | деревня | 11        |
| 22 | Павловка          | деревня | 12        |
| 23 | Плосково          | деревня | 35        |
| 24 | Слободище-1       | деревня | 7         |
| 25 | Слободище-2       | деревня | 4         |
| 26 | Старое Максимково | деревня | 16        |
| 27 | Троицкий          | деревня | 23        |
| 28 | Хлясино           | деревня | 12        |

### Упразднённые населённые пункты
- деревня Кошкино
- деревни Буландино и Габаевщина[15].

## Экономика
Сельхозпредприятия, магазины.